# Torneo de Catar 2016
El Qatar Total Open 2016 fue un torneo de tenis WTA Premier 5 en la rama femenina. Se disputó en Doha (Catar), en el complejo International Tennis and Squash y en cancha dura al aire libre, como antesala a los torneos WTA Premier Mandatory de la gira norteamericana. Los cuadro principales se jugaron del 21 al 27 de febrero de 2016, pero la etapa de clasificación se disputó desde el 19 de febrero.

## Cabezas de serie

### Individuales femeninos
| Tenista              | Ranking | Preclasificada |
| Angelique Kerber     | 2       | 1              |
| Simona Halep         | 3       | 2              |
| Agnieszka Radwańska  | 4       | 3              |
| Garbiñe Muguruza     | 5       | 4              |
| Petra Kvitová        | 8       | 5              |
| Belinda Bencic       | 9       | 6              |
| Lucie Šafářová       | 10      | 7              |
| Carla Suárez Navarro | 11      | 8              |
| Roberta Vinci        | 13      | 9              |
| Karolína Plíšková    | 14      | 10             |
| Timea Bacsinszky     | 16      | 11             |
| Svetlana Kuznetsova  | 18      | 12             |
| Caroline Wozniacki   | 19      | 13             |
| Jelena Janković      | 20      | 14             |
| Elina Svitolina      | 21      | 15             |
| Sara Errani          | 22      | 16             |

- Ranking del 15 de febrero de 2016

### Dobles femeninos
| Tenista                                  | Ranking | Preclasificada |
| Martina Hingis Sania Mirza               | 2       | 1              |
| Bethanie Mattek-Sands Yaroslava Shvédova | 10      | 2              |
| Caroline Garcia Kristina Mladenovic      | 20      | 3              |
| Chan Hao-ching Chan Yung-jan             | 21      | 4              |
| Andrea Hlaváčková Lucie Hradecká         | 22      | 5              |
| Tímea Babos Julia Görges                 | 36      | 6              |
| Raquel Atawo Abigail Spears              | 39      | 7              |
| Andreja Klepač Katarina Srebotnik        | 49      | 8              |

## Campeonas

### Individuales femeninos
Carla Suárez Navarro venció a  Jeļena Ostapenko por 1-6, 6-4, 6-4

### Dobles femenino
Hao-Ching Chan /  Yung-Jan Chan vencieron a  Sara Errani /  Carla Suárez Navarro por 6-3, 6-3